# Carsphairn
Carsphairn ist ein Dorf in der Council Area von Dumfries and Galloway in Schottland.

## Geographie
Der Ort liegt 36 Kilometer südöstlich von Ayr und 37 Kilometer nordwestlich von Castle Douglas im Galloway Forest Park, auf dem Gebiet von „the Glenkens“, dem östlichen Teil der Bergkette Rhinns of Kells. Die Nachbarorte sind New Cumnock und Sanquhar im Nordosten, Moniaive im Osten, St John’s Town of Dalry im Südosten, Newton Stewart im Südwesten, Girvan im Westen sowie Dalleagles im Nordwesten.

## Geschichte
Der Fundplatz Holm of Daltallochan, nordwestlich von Carsphairn besteht aus einem Cairn, einer Cross Slab, einem Menhir, einer Quelle und einem Steinkreis.
Carsphairn wurde wohl bereits 1627 spätestens aber 1696 eine Gemeinde.

## Im Dorf geboren
- Alexander McKay (1841–1917), schottisch-neuseeländischer Geologe und Mineraloge